# Alfons Sampsted
Alfons Sampsted (Kópavogur, 6 de abril de 1998) es un futbolista islandés que juega de defensa en el Birmingham City F. C. de la EFL Championship inglesa.

## Selección nacional
Es internacional con la selección de fútbol de Islandia. Fue internacional sub-16, sub-17, sub-19 y sub-21, antes de convertirse en internacional absoluto el 16 de enero de 2020 en un partido amistoso frente a la selección de fútbol de Canadá.

## Clubes
| Club                           | País         | Año       |
| ------------------------------ | ------------ | --------- |
| Breiðablik UBK                 | Islandia     | 2015-2016 |
| Þór Akureyri (cedido)          | Islandia     | 2015      |
| IFK Norrköping                 | Suecia       | 2017-2020 |
| IF Sylvia (cedido)             | Suecia       | 2017      |
| Landskrona BoIS (cedido)       | Suecia       | 2018      |
| IF Sylvia (cedido)             | Suecia       | 2019      |
| Breiðablik UBK (cedido)        | Islandia     | 2019      |
| F. K. Bodø/Glimt               | Noruega      | 2020-2022 |
| F. C. Twente                   | Países Bajos | 2023-2025 |
| Birmingham City F. C. (cedido) | Inglaterra   | 2024-2025 |
| Birmingham City F. C.          | Inglaterra   | 2025-     |

## Palmarés

### Títulos nacionales
| Título      | Club             | País    | Año  |
| ----------- | ---------------- | ------- | ---- |
| Eliteserien | F. K. Bodø/Glimt | Noruega | 2020 |
| Eliteserien | F. K. Bodø/Glimt | Noruega | 2021 |